# Vozovna Královské Vinohrady

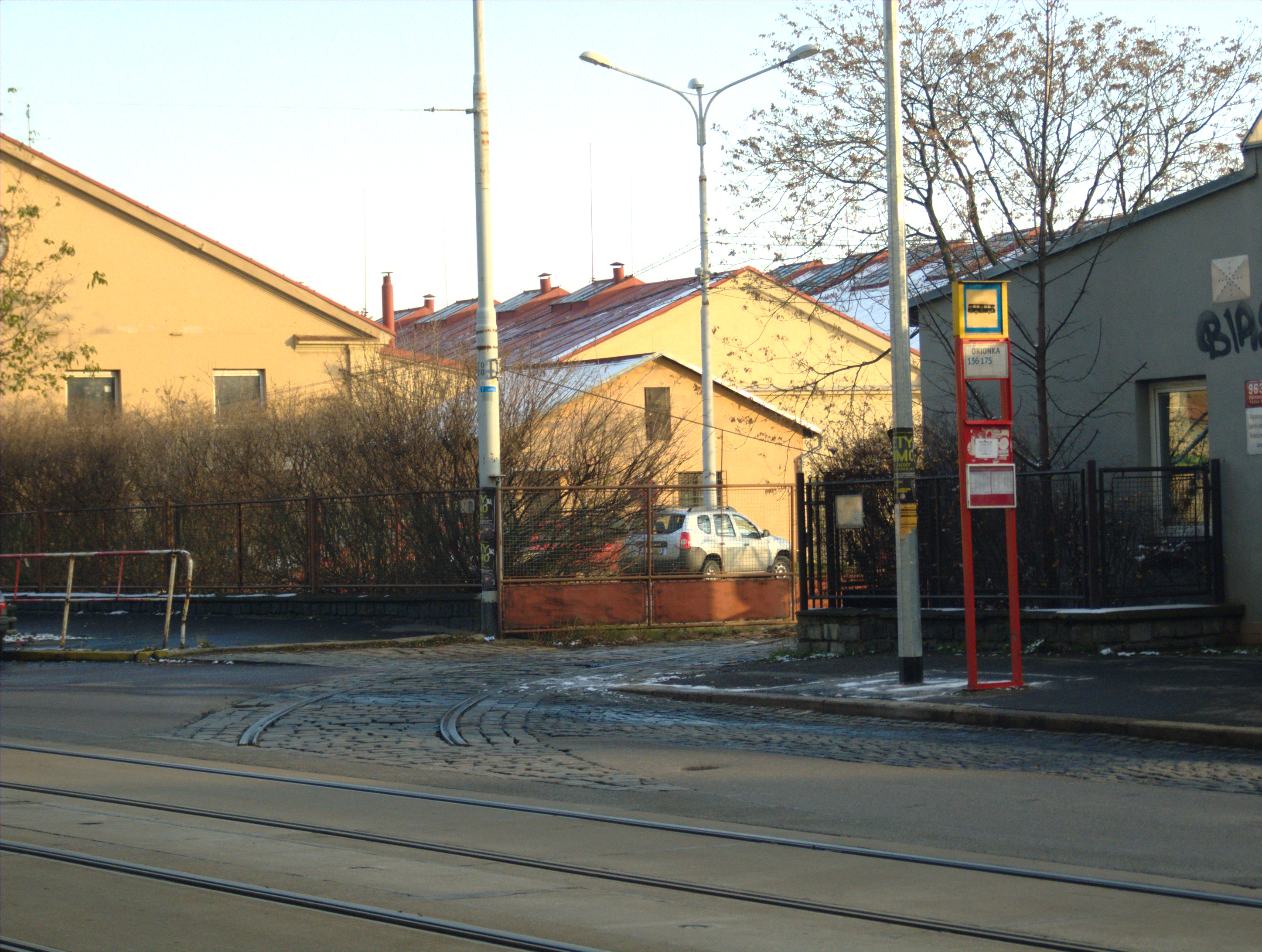
bývalá tramvajová a trolejbusová vozovna Orionka

Vozovna Královské Vinohrady (také Vozovna Orionka nebo Vozovna Korunní) je bývalá tramvajová a trolejbusová vozovna, která stojí na pražských Vinohradech v Praze 10, v těsném sousedství Prahy 3. Je ve vlastnictví Dopravního podniku hl. m. Prahy. V těsném sousedství vozovny je bývalá točna, ze které v roce 1972 vyjela na dlouhou dobu poslední trolejbusová linka v Praze. Tuto událost připomíná památník instalovaný v roce 2010. Je umístěný v prostoru, který byl v roce 2014 pojmenován náměstí U Orionky.

## Historie a dnešní využití
Vozovna zahájila svůj provoz 25. června 1897 jako jednolodní budova pro 25 vozů, která byla propojena s ředitelstvím Městské elektrické dráhy Královských Vinohrad. Již v prosinci stejného roku byla vozovna převedena na město Praha a předána do užívání Elektrickým podnikům. Rok po zprovoznění vozovny byla rozšířena o další dvě odstavné lodě pro 9 a 36 vozů. Zároveň zde byla umístěna první dílna vrchního vedení, která v roce 1914 přesídlila do Rustonky.
V roce 1930 byl provoz vozovny omezen na vypravování vlečných vozů a od 1. května 1933 došlo k úplnému ukončení tramvajového provozu. 1. října 1935 se do těchto míst nastěhovaly garáže a dílny vedení Elektrických podniků. Mezi roky 1949–1955 byla jižní budova využívána jako vozovna trolejbusů.
4. června 2001 byla zaklínována výhybka vedoucí do bývalé vozovny a trolejové vedení bylo sneseno. Na počátku roku 2002 bylo trolejové vedení nad vjezdovou kolejí opět instalováno. Kvůli zmenšeným vratům ale nebylo možné zajet tramvají do budovy vozovny.
Vozovna byla v roce 2012 poprvé zpřístupněna v rámci Dnů evropského dědictví.
V roce 2015 již byla výhybka pro odbočku do bývalé vozovny odstraněna; stejný osud postihl i trolejové vedení.